# Brohltalbahn 1z…5z
Die Meterspur-Tenderlokomotiven Brohltalbahn 1z…5z der Brohltalbahn waren Dampflokomotiven, die von der Maschinenfabrik Esslingen 1900 und 1913 gebaut wurden. Die Lokomotiven wurden bis zur Aufgabe des Zahnradbetriebes verwendet und dann ausgemustert sowie verschrottet.

## Geschichte
Die Lokomotiven wurden für den Gesamtbetrieb auf der kombinierten Reibungs- und Zahnradbahn zwischen Brohl und Kempenich beschafft, nachdem sich zwei kleine Lokomotiven der Lokomotivfabrik Winterthur bald für den steigenden Verkehr als zu schwach erwiesen. 1900 baute die Maschinenfabrik Esslingen zunächst zwei Lokomotiven, die die Nummern 1z und 2z erhielten. 1913 folgte eine gleichartige dritte Maschine, sie erhielt die Bezeichnung 5z.
Die Lokomotiven zogen in der Ebene einen Zug von 500 t Gewicht mit einer Geschwindigkeit von 40 km/h. Im Reibungsbetrieb konnten sie auf einer Steigung von 25 ‰ noch 200 t mit 10 km/h befördern. Beim Befahren der Zahnstangenstrecke mit einer Neigung von 60 ‰ betrug die Zuglast 160 t.
1930 erhielt die Brohltahlbahn eine neue, schwere Tenderlokomotive für reinen Reibungsbetrieb, die Brohltalbahn I, 1934 kam als Gebrauchtfahrzeug von der Albtalbahn die Brohltalbahn II, eine Mallet-Lokomotive der Achsfolge C’C. Mit diesen Fahrzeugen wurde der Nachweis erbracht, dass der Steilstreckenabschnitt auch mit Reibungslokomotiven befahren werden konnte, trotz des schweren Unfalls 1907 auf der Zahnradstrecke, bei dem ein Zug vom Lokführer nicht gehalten werden konnte und mit großer Geschwindigkeit umkippte. Die Zahnradlokomotiven wurden in der Folgezeit ausgemustert und verschrottet.

## Konstruktion
Bei den Lokomotiven wurde die Achsfolge C1’ gewählt, damit bei den abnehmenden Vorräten während der Fahrt das Reibungsgewicht nicht stark beeinträchtigt wurde. Zur Aufnahme des Triebwerkes für den Zahnradbetrieb und zur Erzielung einer breiten Federbasis waren sie mit einem Außenrahmen ausgerüstet. Es waren zwei Treibzahnräder für das System Abt vorhanden, die in einem Gestell zwischen der ersten und zweiten Achse gelagert waren. Es konnte in seiner Höhe entsprechend dem Radreifenverschleiß verstellt werden. Das Außentriebwerk für den Reibungsbetrieb wirkte über Hallsche Kurbeln auf die letzte Treibachse. Die Umsteuerung zwischen Reibungs- und Zahnradantrieb wurde über eine Schraubenspindel vorgenommen.
Die Dampfmaschine arbeitete nach dem Verbundsystem. Aus Sicherheitsgründen hatten die Lokomotiven neben der Saugluftbremse noch eine Bandbremse für die Zahnräder sowie eine Riggenbach-Gegendruckbremse.